# Clássico VasCorinthians
VasCorinthians é como são chamados os confrontos entre Corinthians e Vasco da Gama, dois dos maiores clubes de futebol de São Paulo e do Rio de Janeiro, respectivamente. O clássico é marcado por conta dos dois clubes frequentemente decidirem títulos importantes, sendo o Corinthians considerado um "carrasco" do Vasco, tendo impedido títulos para o cruzmaltino, como a Copa do Mundo de Clubes da FIFA de 2000, o Campeonato Brasileiro de 2011 e a Copa Libertadores de 2012. Curiosamente, ambos os clubes se assemelham por vestirem as mesmas cores, terem origens de classes operárias e por apoiarem causas sociais.

## História
O primeiro encontro entre Corinthians e Vasco ocorreu em 14 de março de 1926, em um amistoso vencido pelo Vasco por um placar de 2 a 1. O jogo foi realizado no antigo Estádio da Rua Paysandu, no Rio de Janeiro. Nos anos de 1928 e 1934, o Vasco iria aplicar a maior goleada do confronto a seu favor, dois amistosos terminados em 5 a 0. Em 1933, os dois times se enfrentariam pela primeira vez em uma competição oficial, o Torneio Rio–São Paulo.
Na década de 50, o Corinthians chegou a vencer os Torneio Rio–São Paulo de 1950 e 1953 com um ponto de diferença sobre o Vasco. Em maio de 1953, Vasco e Corinthians jogaram a partida que seria o recorde de público do confronto, com 77.881 espectadores, até 1980. Também nesse ano, eles se enfrentariam na semifinal do Torneio Rivadávia Correia Meyer, no qual o Vasco venceria as partidas de ida e volta, ambas no Maracanã, e eventualmente venceria o torneio.
Em 1980, o Vasco reestreou seu maior ídolo, Roberto Dinamite, após voltar do Barcelona, em um jogo contra o Corinthians pelo Campeonato Brasileiro Série A de 1980 no Maracanã. Nesse mesmo dia, havia acontecido ali uma partida entre Flamengo e Bangu, e os rubro-negros ficaram para apoiar a torcida do Corinthians no duelo e tentar atrapalhar o Vasco, no que ficou conhecido pela imprensa na época de "Fla-Fiel". No entanto, Roberto ajudaria o Vasco a vencer a partida por 5 a 2, tendo feito todos os cinco gols vascaínos. Essa partida detém até hoje o recorde de público do confronto, com 107.474 pessoas presentes.
Durante a partida de volta das semifinais da Copa do Brasil de 1995, o Corinthians iria marcar a maior goleada a seu favor no confronto, um 5 a 0 sobre o Vasco no Pacaembu, e viria eventualmente vencer o torneio sobre o Grêmio. Ambos Vasco e Corinthians também viriam cada um a vencer um Campeonato Brasileiro Série A sobre o São Paulo na final, em 1989 e 1990, respectivamente.
No final dos anos 90 e início dos anos 2000 talvez tenha sido o auge da rivalidade. Os dois clubes venceram juntos quatro edições do Campeonato Brasileiro Série A seguidas, Corinthians em 1998 e 1999 e o Vasco em 1997 e 2000. Mas o maior confronto seria na final do Campeonato Mundial de Clubes da FIFA de 2000, que disputariam a final após o Corinthians empatar com o Real Madrid e o Vasco vencer o Manchester United. No confronto final ocorreu um empate de 0 a 0 no tempo regular, e uma vitória do Corinthians de 4 a 3 na disputa por pênaltis. A partida foi realizada no Maracanã para um público de mais de 73.000 pessoas. Essa foi a única vez que dois times de mesmo país se enfrentaram em uma final de caráter mundial.

Escalações iniciais da final do Campeonato Mundial da FIFA de 2000

No Campeonato Brasileiro Série A de 2011, Corinthians e Vasco disputariam o título até a última rodada do campeonato. O Corinthians conquistou o título ao empatar na última rodada com seu arquirrival Palmeiras por 0 a 0. Ao mesmo tempo, o Vasco também empatava com o Flamengo por 1 a 1 na última rodada, jogo em que os vascaínos reclamam por terem ocorridas decisões controvérsias da arbitragem.
Os dois times então se classificariam para a Copa Libertadores de 2012, onde chegariam fortes e muitos os colocavam como os candidatos ao título do torneio. Corinthians e Vasco seriam sorteados a se enfrentarem nas quartas de final do torneio. Na partida de ida em São Januário, um placar de 0 a 0 para uma disputa apertada. Na volta no Pacaembu, mais uma partida duríssima que ficaria marcada pela lendária defesa do goleiro corinthiano Cássio durante um contra-ataque de Diego Souza aos 17 minutos do segundo tempo. O Corinthians venceria por 1 a 0 com gol de Paulinho no final do segundo tempo. O técnico do Corinthians, Tite, disse que essa defesa foi crucial para que ele chegasse a comandar a Seleção Brasileira e que, se a bola tivesse entrado no gol, seria um "ponto final" em sua carreira.
Após esse momento, o Corinthians viria a vencer muitas conquistas desde então, enquanto o Vasco viveria talvez os piores anos de sua história. O Vasco não venceria o Corinthians por 14 anos, o que os torcedores chamariam de "a maldição do Cássio". Isso ocorreria até julho de 2024, quando em uma partida em São Januário valida pelo Campeonato Brasileiro Série A, o lateral ex-Corinthians e até então Vasco, Lucas Piton, marcaria o gol que ajudaria o Vasco a sair com a vitória. Essa também seria a última partida antes de Ramón Díaz, então novo técnico do Corinthians e que tinha acabado de sair do Vasco, comandar a equipe. Curiosamente, essa foi a primeira partida entre Vasco e Corinthians após a saída de Cássio do time paulista.

## Estatísticas
Última atualização: 10 de julho de 2024
Fonte: 
| Tipo            | Competição                      | Partidas | Vitórias do Corinthians | Empates | Vitórias do Vasco |
| --------------- | ------------------------------- | -------- | ----------------------- | ------- | ----------------- |
| Mundial         | Copa do Mundo de Clubes da FIFA | 1        | 0                       | 1       | 0                 |
| Continental     | Copa Libertadores               | 2        | 1                       | 1       | 0                 |
| Continental     | Copa Sul-Americana              | 2        | 2                       | 0       | 0                 |
| Nacional        | Campeonato Brasileiro           | 67       | 29                      | 24      | 14                |
| Nacional        | Copa do Brasil                  | 4        | 2                       | 2       | 0                 |
| Interestadual   | Torneio Rio–São Paulo           | 29       | 15                      | 5       | 9                 |
| Outros torneios | Outros torneios                 | 5        | 3                       | 0       | 2                 |
| Amistosos       | Amistosos                       | 18       | 4                       | 3       | 11                |
| Total           | Total                           | 128      | 56                      | 36      | 36                |

### Maiores goleadas
A favor do Corinthians:
- Corinthians 5–0 Vasco (31 de maio de 1995, Pacaembu; Copa do Brasil)

A favor do Vasco da Gama:
- Vasco 5–0 Corinthians (14 de abril de 1928, São Januário; Partida amistosa)
- Vasco 5–0 Corinthians (16 de dezembro de 1934, São Januário; Partida amistosa)

### Maiores públicos
- Onde não constam os públicos presentes e pagantes, a referência é aos pagantes, acima de 50.000 presentes.[11][25][26]

1. Vasco 5–2 Corinthians, 107.474, 4 de maio de 1980, Maracanã (rodada dupla).
2. Vasco 1–0 Corinthians, 77.881, 31 de maio de 1953, Maracanã (68.727 pagantes).
3. Corinthians 0–0 Vasco, 75.379, 12 de fevereiro de 1978, Morumbi (71.564 pagantes).
4. Vasco 0–0 Corinthians, 73.000, 14 de janeiro de 2000, Maracanã.
5. Vasco 1–1 Corinthians, 72.183 , 27 de maio de 2009, Maracanã (68.299 pagantes).
6. Vasco 3–1 Corinthians, 56.202, 16 de junho de 1978, Maracanã.
7. Corinthians 2–1 Vasco, 54.429, 22 de janeiro de 1950, Pacaembu.
8. Vasco 0–0 Corinthians, 51.823, 31 de março de 1983, Maracanã.

Na Neo Química Arena
1. Corinthians 3–0 Vasco, 43.250, 05 de Abril de 2025 (42.969 pags).[27]

No Estádio de São Januário
1. Vasco 2–2 Corinthians, 22.855, 2 de outubro de 2011 (19.156 pags).[28]

### Partida com mais gols
Corinthians 5–5 Vasco, 17 de abril de 1955, Estádio do Pacaembu, Torneio Rio-São Paulo.

## Estádios
O Corinthians possui dois estádios, o Parque São Jorge, inaugurado em 22 de julho de 1928, com capacidade atual de 18.500 pessoas (onde as equipes já se enfrentaram em 6 oportunidades, tendo o Corinthians vencido metade dos jogos, empatado 2 vezes e perdendo uma vez, além de 14 gols feitos e 11 sofridos pelos corinthianos), e a moderna e luxuosa Neo Química Arena, inaugurado em 18 de maio de 2014, com capacidade para 47.605 (oficial) espectadores, que possui estrutura retangular de 267 por 228 metros e 43 metros de altura, e dois edifícios: o principal, no lado oeste, e outro no lado leste, que sediou a Copa do Mundo de 2014 (incluindo a abertura e uma das semifinais) e o futebol (masculino (incluindo uma das semifinais) e feminino (incluindo a disputa pelo bronze)) nas Olimpíadas de 2016. No novo estádio houve 5 confrontos e o Timão venceu 4 e empatou 1, com 6 gols pró e nenhum sofrido.
O Vasco possui o antigo e tradicional Estádio de São Januário, que foi inaugurado em 21 de abril de 1927, e sediou a Copa América de 1949 (incluindo a abertura e a final da competição) e o futebol nos Jogos Mundiais Militares de 2011 (incluindo o primeiro jogo tanto no masculino como no feminino, uma das semifinais do masculino e as disputas do bronze e do ouro, no feminino), além de 2 edições da Copa Roca, 3 da Copa Rio Branco e uma Taça Oswaldo Cruz. Tem capacidade atual para 21.880 pessoas e foi palco de 29 confrontos entre os clubes, sendo 12 vitórias vascaínas, 10 corinthianas e 7 empates, além de 47 gols a favor dos cariocas e 38 dos paulistas.
No Pacaembu, onde o Corinthians mandava a maioria dos seus jogos antes do novo estádio em Itaquera, foram 39 encontros e 17 vitórias do Corinthians, 13 empates e 9 vascaínas com 65 gols a favor dos paulistas e 51 dos cariocas. No Maracanã, palco do jogo mais importante da história do confronto, que valeu o mundo, foram 22 jogos e 9 vitórias para cada lado além de 4 empates, 33 gols vascaínos e 25 corinthianos.

## Disputas decisivas
Em competições da FIFA
- Em 2000, o Corinthians conquistou o 1º Mundial de Clubes da FIFA sobre o Vasco da Gama nos pênaltis (4 a 3 após empate no tempo normal e na prorrogação)

Em competições da CBD/CBF
- Em duas ocasiões do Torneio Rio - São Paulo, em 1950 e 1953, o Corinthians foi campeão e o Vasco foi vice.
- Em 1953, o Vasco da Gama eliminou o Corinthians na semifinal do Torneio Octogonal Rivadavia Corrêa Meyer (vitórias de 4 a 2 e 3 a 1)
- Em 1995, o Corinthians eliminou o Vasco da Gama na semifinal da Copa do Brasil (vitórias de 1 a 0 e 5 a 0)
- Em 2009, o Corinthians eliminou o Vasco da Gama na semifinal da Copa do Brasil (empates de 1 a 1 e 0 a 0)
- No Campeonato Brasileiro de 2011 as duas equipes foram firmes até a última rodada pela disputa do título. O Vasco empatou em 1 a 1 com seu arquirrival Flamengo no Engenhão, enquanto o Corinthians empatava também com seu arquirrival Palmeiras em 0 a 0. Com este resultado o Corinthians sagrou-se campeão nacional pela quinta vez.

Em competições da Conmebol
- Em 2006, o Corinthians eliminou o Vasco da Gama na primeira fase da Copa Sul-Americana (vitórias de 1 a 0 e 3 a 1)
- Em 2012, o Corinthians eliminou o Vasco da Gama nas quartas de final da Copa Libertadores da América (empate por 0 a 0 e vitória por 1 a 0)

Em competições não-oficiais
- Na final do Torneio dos Campeões Estaduais Rio-São Paulo de 1930, Corinthians e Vasco se enfrentaram e o Corinthians obteve duas vitórias frente ao Vasco. A primeira em São Paulo por 4 a 2 e a segunda no São Januário por 3 a 2, após estar perdendo o jogo por 2 a 0. Foi este confronto que gerou a alcunha de Campeão dos Campeões, presente no hino do Corinthians.
- Em 2017, o Corinthians eliminou o Vasco da Gama nas semifinais da Florida Cup de 2017 (vitória por 4 a 1)

Em confrontos decisivos (competições de "mata-mata") e disputas entre os clubes por títulos em competições de pontos corridos, por competições oficiais, são contabilizadas 8 conquistas corintianas sobre o Vasco e 1 conquista vascaína sobre o Corinthians.

## Peculiaridades
- As maiores goleadas do confronto são 5 a 0, 2 vezes aplicadas pelo Vasco, em amistosos no São Januário em 1928 e 1934. E uma vez aplicada pelo Corinthians, no jogo de volta da semifinal da Copa do Brasil de 1995. Como visitante, a maior goleada é de 5 a 2 a favor do Alvinegro do Parque, pelo Brasileiro de 2017, em São Januário. Já o Vasco venceu por 4 a 1 no Pacaembu, na estreia do Campeonato Brasileiro de 1992.
- Corinthians e Vasco da Gama juntos conquistaram o título nacional por quatro anos seguidos, com duas conquistas cada um, Corinthians em 1998 e 1999 e o Vasco da Gama em 1997 e 2000. Além das dobradinhas sagrando-se campeões nos Brasileiros de 1989 (Vasco) e 1990 (Corinthians), no ano de 2011, o Vasco foi campeão da Copa do Brasil e o Corinthians do Brasileirão.
- A maior série invicta do confronto é do Corinthians. Foram 22 jogos sem vitórias do Vasco entre 2010 e 2024: o alvinegro paulista venceu 14 partidas e empatou outras 8. Esta série foi encerrada em 10 de julho de 2024, com a vitória vascaína por 2 a 0 em São Januário. Em outra série, entre 2002 e 2006, o Corinthians somou 12 partidas sem derrotas, obtendo 7 vitórias e 5 empates. A maior série invicta do Vasco em jogos oficiais sobre o Corinthians é de 14 jogos, entre 1975 e 1990, com 5 vitórias e 9 empates.
- Nos confrontos no estado de São Paulo, o Corinthians obteve 29 vitórias, 23 empates e 13 derrotas, além de 101 gols pró e 75 contra, desses confrontos apenas um não foi na capital paulista: na última rodada do Brasileiro de 1995, em que o Corinthians ganhou por 3 a 1 em São José dos Campos. Nos confrontos na cidade maravilhosa, o Vasco obteve 22 vitórias, 11 empates e 20 derrotas, e mais 83 gols pró e 68 contra. Apenas 4 vezes o confronto não foi disputado no Rio ou SP, em Juazeiro do Norte/CE o Corinthians venceu por 3 a 0 em um amistoso em 1984 (despedida de Sócrates do Corinthians), em Brasília/DF tiveram duas partidas com mando do Vasco,1 a 1 pelo Brasileiro de 2013 e 4x1 para o Corinthians no Brasileiro de 2018, e em Orlando, na Flórida/EUA, 4 a 1 para o Timão pela Florida Cup de 2017. Portanto em 4 jogos, 3 vitórias corinthianas e um empate, além de 12 gols pró e 3 contra.
- A primeira partida disputada entre os clubes foi na tarde de 14 de março de 1926, no Estádio da Rua Paysandu e o Vasco levou a melhor, 2 a 1.
- Em 1930, na primeira decisão entre os clubes, o Corinthians venceu o Vasco na final da Taça dos Campeões Estaduais Rio/SP. Após vencer por 4 a 2 no Parque São Jorge, chegou a estar perdendo por 2 a 0 o jogo da volta em São Januário, mas virou para 3 a 2 e se tornou campeão do torneio. Essa conquista deu a alcunha de "Campeão dos Campeões" ao Time do Povo, que inclusive é citado em seu hino.[30]
- Em um amistoso disputado no dia 20 de outubro de 1935, o Vasco foi pro intervalo vencendo o Corinthians por 3 a 0, no 2° tempo, e em outra grande virada o Corinthians conseguiu virar o jogo para 4 a 3, em pleno São Januário.[31][32]
- Antes da criação da Copa Libertadores, houve três torneios continentais sul-americanos de clubes, a Copa Aldao, o Campeonato Sul-Americano de Campeões de 1948, vencido pelo Vasco, e a Copa do Atlântico de Clubes de 1956, supostamente vencida pelo Corinthians (há um debate se o Corinthians chegou a ser declarado campeão do torneio ou se o torneio não teve campeão homologado). Porém, a CONMEBOL reconhece apenas o título do Vasco como precursor da Copa Libertadores.
- Foi em 1951 pelo Torneio Rio/SP que o Corinthians jogou pela primeira vez no Maracanã, e o adversário foi o Vasco. Em um jogo espetacular com várias viradas os paulistas saíram vencedores por 4x3, Ademir fez um hat-trick a favor do Vasco enquanto Luizinho abriu a contagem, Colombo e Nardo duas vezes fizeram para os mosqueteiros.
- Em 1950 e em 1953, Corinthians e Vasco disputaram ponto a ponto o título do Torneio Rio/SP, que era disputado em pontos corridos. Em ambas as vezes o Alvinegro do Parque São Jorge terminou 1 ponto na frente do clube carioca, se sagrando bicampeão do torneio.
- Em 1953, o Vasco da Gama derrotou o Corinthians na semifinal do Torneio Octogonal Rivadavia Corrêa Meyer, como teve melhor campanha na fase de grupos, jogou os 2 jogos na capital fluminense. O primeiro jogo foi 4 a 2 para os cruzmaltinos, o segundo jogo outra vitória do clube carioca, por 3 a 1. Depois de desclassificar o clube paulista, o Vasco foi campeão sobre o São Paulo.
- Em outra reação, dessa pelo Torneio Rio/SP de 1955, o Corinthians empatou um jogo por 5 a 5 contra o Vasco após estar perdendo por 4 a 1 e 5 a 2, no Pacaembu. Esta também é a partida com o maior número de gols no confronto entre os clubes.
- Pelo Torneio Rio/SP de 1966 Vasco e Corinthians dividiram o título interestadual junto com Santos e Botafogo. Os quatro alvinegros terminaram com a mesma pontuação e ficou definido que em caso de empate nos pontos não teriam outras fases finais.
- No Campeonato Brasileiro de 1980, Roberto Dinamite que havia voltado de uma curta passagem pelo Barcelona, fez 5 gols contra o Corinthians em sua volta ao Rio de Janeiro (antes apenas tinha feito um jogo contra o Náutico, no Recife), o placar final foi de 5 a 2 para o cruzmaltino. Nessa partida ocorreu o recorde de público do confronto, mais de 107 mil pessoas no Maracanã, muitos corinthianos também estiveram presentes como relatam jornais da época.
- Pela Copa do Brasil 1995 os dois times se enfrentaram nas semifinais, no primeiro jogo teve vitória do Timão por 1 a 0 no Maracanã, uma semana depois pelo jogo de volta, o time paulista massacrou os cariocas por 5 a 0 no Pacaembu, o Corinthians acabou selando sua vaga para a final da Copa do Brasil, se sagrando campeão invicto.
- Os clubes fizeram a final da edição da Copa São Paulo de Futebol Júnior de 1999, na qual o Corinthians saiu vencedor após vitória por 1 a 0.
- No Campeonato Mundial de Clubes da FIFA de 2000, os dois times decidiram a final do torneio no Maracanã. Após o placar de 0 a 0 persistir no tempo normal e na prorrogação com gol de ouro, o Corinthians venceu a disputa por pênaltis por 4 a 3 e sagrou-se o primeiro clube campeão Mundial .[33]
- Ainda no início do Brasileiro de 2006, outra grande reação do Corinthians em São Januário. Após 0 a 0 no 1° tempo, o Vasco rapidamente abriu 2 a 0 na segunda etapa, mas o Timão acabou vencendo a partida por 4 a 2 num jogo com 5 expulsões.
- Ainda em 2006, pela Copa Sul-Americana, Corinthians e Vasco disputaram uma vaga para as oitavas de final do torneio. O Corinthians venceu o 1° jogo em São Januário por 1 a 0, marcado por um erro grotesco da arbitragem que não validou outro gol do Corinthians em que a bola passou muito da linha, e por 3 a 1 na volta, no Canindé.
- Pela Copa do Brasil 2009 os dois times se enfrentaram nas semifinais, no primeiro jogo um empate por 1 a 1 no Maracanã, uma semana depois pelo jogo de volta, outro empate, dessa vez pelo placar de 0 a 0, pelo critério de gol fora de casa, o Corinthians acabou selando sua vaga para a final da Copa do Brasil, se sagrando campeão semanas depois.
- No Campeonato Brasileiro de 2011, Corinthians e Vasco disputaram novamente até a última rodada um título, e novamente o Corinthians levou a melhor sendo campeão com 71 pontos, contra 69 do Vasco.
- Pela Copa Libertadores da América de 2012 o Corinthians eliminou a equipe carioca nas quartas de final. Depois de um empate sem gols no Rio de Janeiro e uma vitória da equipe paulistana por 1 a 0 nos últimos minutos em São Paulo (gol de cabeça de Paulinho), o Corinthians classificou-se para a semifinal do torneio que viria a conquistar semanas depois pela primeira vez na história. A segunda partida também é marcada por uma memorável defesa do goleiro Cássio, num chute de dentro da área de Diego Souza, que veio carregando a bola desde antes do meio campo sozinho após um vacilo corinthiano no campo de ataque, quando o jogo ainda estava empatado.
- O Corinthians conquistou o Campeonato Brasileiro de 2015, o sexto de sua história, ao empatar com o Vasco no Estádio de São Januário por 1 a 1 em 19 de novembro de 2015, e deixou o adversário numa situação crítica na briga contra o 3° rebaixamento da história, que acabou se concretizando.
- A primeira partida entre os clubes fora do Brasil aconteceu no dia 18 de janeiro de 2017, pela semifinal da Florida Cup, o Corinthians goleou o Vasco por 4 a 1 no estádio Estádio Bright House Networks, em Orlando, nos Estados Unidos.
- Em 4 oportunidades as equipes se enfrentaram em retas finais de campeonato brasileiro em brigas diretas que acabaram culminando no rebaixamento adversário. Em 2007, uma vitória bastaria para o Corinthians se safar do rebaixamento na penúltima rodada, porém o Vasco venceu no Pacaembu, e o Corinthians acabou caindo na última rodada. Em 2013, em um jogo com ares de vingança, no mesmo Pacaembu, as equipes empataram em 0x0, mesmo com 2 vitórias o Vasco não se livrou do rebaixamento na última rodada após sofrer goleada. Em 2015 um jogo decisivo em São Januário que também assegurou o título corinthiano na temporada, terminou empatado em 1x1 e segurou a reação vascaína contra o rebaixamento, após sofrer o empate já na reta final do jogo, Jorginho, então técnico cruzmaltino foi filmado pedindo pro Corinthians tirar o pé na reta final, novamente faltariam ainda 3 rodadas e mesmo com 2 vitórias e um empate o Vasco caiu. Em 2021, em Itaquera, válido pelo Brasileiro de 2020 o Vasco necessitava de uma vitória para manter vivas as chances de permanência na última rodada, com novo empate por 0x0 a equipe foi praticamente rebaixada, pois além de vencer seu jogo derradeiro teria que tirar um saldo de 12 gols do Fortaleza.  Além dessas ocasiões em 2018 na arena corinthiana foi disputado um "jogo de 6 pontos" na reta final do campeonato em que ambos corriam riscos de rebaixamento, o Timão venceu por 1x0 com gol da cria da base vascaína, Mateus Vital. Mas com 3 rodadas ainda a serem jogadas ambos se livraram da queda.
- No dia 10 de julho de 2024, pela décima sexta rodada do Campeonato Brasileiro, o Vasco venceu o Corinthians por 2 a 0 em São Januário com gols de Lucas Piton e Juan Sforza, e acabou com um tabu de 14 anos sem vitórias contra o Corinthians, que vinha desde 2010.
- Em outros confrontos decisivos, agora fora do futebol, o Corinthians venceu o Vasco em duas finais seguidas da Taça Brasil de Basquete Masculino, em 1965 e 1966. No futebol americano o Timão venceu o Torneio Touchdown 2012 após final contra o clube carioca. Pelo Showbol, o Corinthians também levou a melhor na final, sendo campeão do Torneio Rio-São Paulo de Showbol de 2009, e o Vasco, vice.
- O Vasco é o único time do grupo dos 12 grandes a não ter derrotado o Corinthians na Neo Química Arena.

Campeonato Brasileiro
Pelo Campeonato Brasileiro, iniciado em 1971, foram 59 jogos, com 22 vitórias do Corinthians, 13 do Vasco da Gama e 24 empates, 73 gols a favor do Corinthians e 63 a favor do Vasco.  Pelo Torneio Roberto Gomes Pedrosa (extinto torneio precursor do Brasileirão) foram 4 vitórias corinthianas em 4 jogos, com 9 gols a favor e 3 contra.
O Estádio do Pacaembu foi o palco que mais recebeu partidas entre as equipes pelo Brasileirão (1971-), onde foram realizados 17 jogos, com 6 vitórias do Corinthians (mandante), 3 vitórias do Vasco da Gama (visitante) e 8 empates, o Corinthians marcou 20 gols e o Vasco assinalou por 18 vezes. Contando o Robertão, 2 vitórias do Corinthians (5 gols pró e 1 contra).
Já o Estádio de São Januário foi o palco que mais recebeu este confronto no Rio de Janeiro pelo Brasileirão, onde foram realizados 16 jogos, com 4 vitórias do Vasco da Gama (mandante), 6 vitórias do Corinthians (visitante) e 6 empates, o Vasco marcou 20 gols e o Corinthians assinalou por 24 vezes.